# 氣旋巴茲萊
強烈熱帶氣旋巴茲萊（英語：Intense Tropical Cyclone Batsirai）是2021－2022年西南印度洋熱帶氣旋季的第2場風暴、第1場熱帶氣旋，也是第一個達到強烈熱帶氣旋等級的氣旋。
氣旋巴茲萊在獲得命名後不久便爆發增強至強烈熱帶氣旋，之後受到垂直風切的影響而數度減弱和增強，在風切徹底減弱之後便快速增強到生命史中的最高強度（105節，每小時195公里），之後因為眼牆置換而再度減弱，眼牆置換完成後便再次重新增強，對馬達加斯加構成極大的威脅。

## 氣象歷史
早在編號數日前，數值預報便早已報出該系統，但預報中的系統強度起起落落，直至登陸前才大有發展，當時皆預報該系統將會與中度熱帶風暴安娜同時形成，亦會在之後發生藤原效應並被吞併，但預報中的強系統擾動在1月23日才被編號為96S，而起初預報的另一個系統則早一步進入莫三比克海峽發展了，並未有互相影響的可能。
編擾當天的晚間11時，聯合颱風警報中心將熱帶氣旋發展評級評為「低」。翌日上午9時，聯合颱風警報中心將發展評級提升為「中」。25日上午6時，聯合颱風警報中心將發展評級提升為「高」，同時亦發出熱帶氣旋形成警報。26日下午2時，法國氣象局留尼旺分部與模里西斯氣象局正式對96S發出報告，給予的系統編號為02-20212022，當時評定為熱帶擾動，六小時後，留尼旺分部與模里西斯氣象局同步將其升格為熱帶低氣壓。

27日上午8時，聯合颱風警報中心將其升格為熱帶風暴，給予正式編號08S，當下系統的微波雲圖顯示其已在構築風眼，甚至到了上午10時，衛星雲圖已經可以看到系統的雲捲風眼，表示系統正在進行出乎意料之外的爆發增強。當天下午1時，模里西斯氣象局將其升格為中度熱帶風暴，並命名為巴茲萊（Batsirai），一小時後，留尼旺分部跟隨升格。三小時後，巴茲萊（Batsirai）正式打開了一個風眼，表示系統正在快速增強階段。晚間8時，留尼旺分部直接將其升格為強烈熱帶氣旋，成為該季度第一個達到此強度的熱帶系統，不久後，模里西斯氣象局跟隨升格，而聯合颱風警報中心在經過數次的修改後，最終確認晚間8時的定強為二級熱帶氣旋。隨著垂直風切的增強，巴茲萊（Batsirai）的風眼遭到填塞，對流亦逐漸被切離。

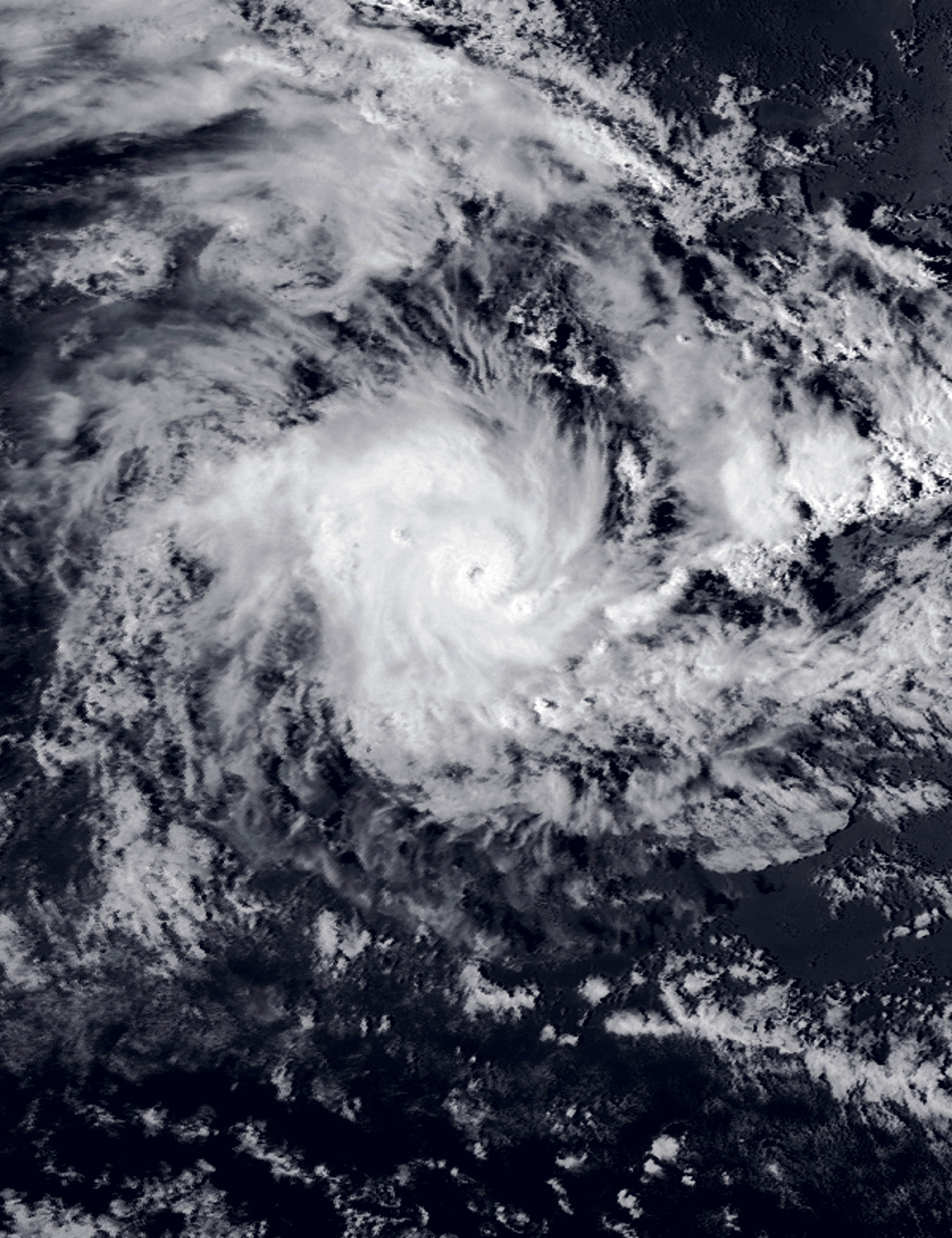
1月27日，迎來生命史中第一次強度巔峰的巴茲萊（Batsirai），細小的風眼顯現在衛星雲圖上

28日凌晨2時，留尼旺分部將其降格為熱帶氣旋。不久後，聯合颱風警報中心直接將其降格為熱帶風暴，卻又在發出該時間點的路徑預測圖後把強度改為一級熱帶氣旋。當日上午8時，留尼旺分部直接將其降格為中度熱帶風暴，同時亦把前一日下午2時(命名當下)的定強改為強烈熱帶風暴，並將前一日上午8時的強度由熱帶低氣壓提升為中度熱帶風暴。此後將近一天的時間內，巴茲萊（Batsirai）都處在被垂直風切影響的狀態，直至一天後(29日)才有所改善。
29日上午，巴茲萊（Batsirai）重新開始構建中心密集雲團，強度亦重新開始增強。當日下午2時，留尼旺分部再次將其升格為強烈熱帶風暴，隨後聯合颱風警報中心再次將其升格為一級熱帶氣旋，但由於垂直風切仍在持續影響，系統仍然無法成功的清出一個風眼。30日凌晨2時，留尼旺分部將其升格為熱帶氣旋，雲捲風眼直到下午才出現在可見光衛星雲圖上。當晚8時，聯合颱風警報中心再次將其升格為二級熱帶氣旋，但隨著風切再次增強，系統的結構亦遭到破壞。
31日凌晨2時，聯合颱風警報中心將其升格為三級熱帶氣旋，並調整了前面兩個時段的定強，六小時後，聯合颱風警報中心將其降格為二級熱帶氣旋。當地日出之後，風切才減弱，環境亦快速好轉，雲捲風眼又再一次的顯現在可見光衛星雲圖上，同時巴茲萊（Batsirai）也開始重新整合環流，晚間系統的對流減弱，結構短暫轉差，留尼旺分部將其風速降至70節（每小時130公里），而聯合颱風警報中心亦將風速降至85節（每小時155公里）。與先前有所不同的是，該次結構轉差後不久便重新開始整合，顯示系統整體依舊在增強。
2月1日上午，微波雲圖顯示巴茲萊（Batsirai）已經構築出比先前還要大很多的風眼，而雲捲風眼又再一次的顯現在可見光衛星雲圖上。下午後，其開始構建一個完整的風眼，晚間8時，留尼旺分部將風速升至80節（每小時150公里），聯合颱風警報中心再次將其升格為二級熱帶氣旋。2日凌晨2時，留尼旺分部再次將其升格為強烈熱帶氣旋，上午8時，留尼旺分部將風速升至100節（每小時185公里），隨後聯合颱風警報中心直接將其升格為四級熱帶氣旋，系統的風眼變得更加清晰。上午11時，留尼旺分部將風速升至105節（每小時195公里），但又於下午2時將風速降至100節（每小時185公里），隨後聯合颱風警報中心將風速升至125節（每小時230公里）。晚間8時，留尼旺分部再次將風速升至105節（每小時195公里），之後巴茲萊（Batsirai）便逐漸進入眼牆置換循環。
3日凌晨，系統的風眼稍微擴大，顯示其已經完成一次眼牆置換循環，但不久後的微波雲圖中顯示系統將會再次進行眼牆置換，以對抗冷水上翻後的低海溫。上午8時，聯合颱風警報中心將風速降至115節（每小時215公里），下午2時，留尼旺分部將風速降至90節（每小時165公里），其眼牆置換雖已經進入尾聲，但因為內眼無法清空完全而拖到翌日才正式結束。4日凌晨2時，聯合颱風警報中心將其降格為三級熱帶氣旋。下午2時，聯合颱風警報中心再次將其升格為四級熱帶氣旋。晚間8時，留尼旺分部將風速升至100節（每小時185公里）。
5日凌晨2時，聯合颱風警報中心將其降格為三級熱帶氣旋，此時系統的結構與型態明顯受到低海溫影響而轉差。晚間8時後，型態亦再次改善。翌日凌晨1時，巴茲萊（Batsirai）登陸馬達加斯加，登陸後的巴茲萊（Batsirai）結構迅速崩解，風眼變為一個雲塞風眼。上午8時，留尼旺分部直接將其降格為中度熱帶風暴，不久後，聯合颱風警報中心亦直接將其降格為熱帶風暴。7日凌晨3時，巴茲萊（Batsirai）進入莫三比克海峽，晚間8時，留尼旺分部判定系統已經轉變為一個後熱帶氣旋，並對其發出最後報告。
8日凌晨3時，留尼旺氣象部將其再度升格為中度熱帶風暴。晚間9時，留尼旺氣象部再度判定其已轉變為後熱帶氣旋。

## 影響

### 模里西斯
除機場外，所有運輸服務都因影響而關閉。 陣風達到每小時155公里，並且在島的其他地區共降下了7英寸（180毫米）的雨，據報導有兩人死亡。許多地區的樹被連根拔起，至少7,500戶面臨停電。共有138人在避難中心避難。馬埃堡海濱被大浪破壞，幾張桌椅被捲入海中。 

### 留尼旺
隨著巴茲萊（Batsirai）的逼近，島上至少有36,000人失去了電力。數人受傷，風暴造成10人一氧化碳中毒。風暴期間，11名船員被困在一艘油輪上，並於2月4日獲救。

### 馬達加斯加

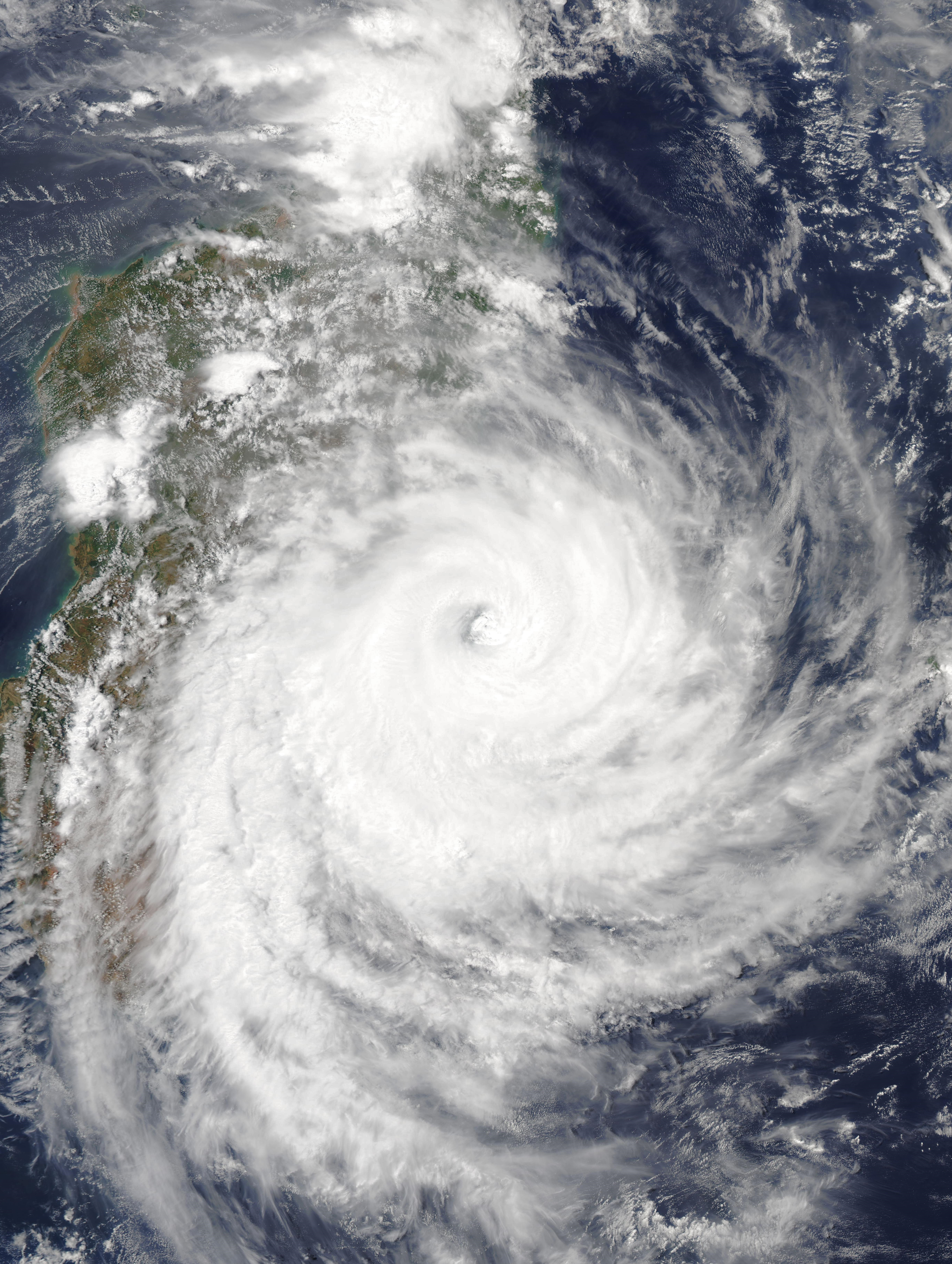
2月5日晚間6時半，逐漸逼近馬達加斯加的巴茲萊（Batsirai）

巴茲萊造成馬達加斯加至少120人喪命，包括13名兒童，其中5名低於12歲。近4.8萬人無家可歸。

## 外部連結
- 聯合颱風警報中心 (JTWC)（页面存档备份，存于）
- Météo-France La Réunion 法國氣象局 (RSMC La Réunion)（页面存档备份，存于）
- 世界氣象組織（页面存档备份，存于）